# Les Oubeaux
Les Oubeaux est une ancienne commune française, située dans le département du Calvados en région Normandie, peuplée de 220 habitants, devenue le 1er janvier 2017 une commune déléguée au sein de la commune nouvelle d'Isigny-sur-Mer.

## Géographie
La commune est à l'ouest du Bessin. Son bourg est à 5 km au sud-est d'Isigny-sur-Mer, à 16 km à l'est de Carentan, à 22 km au nord de Saint-Lô et à 30 km à l'ouest de Bayeux.
| Neuilly-la-Forêt | Vouilly     | Vouilly  |
| Neuilly-la-Forêt | des Oubeaux | Vouilly  |
| Neuilly-la-Forêt | Castilly    | Castilly |

## Toponymie
Le toponyme semble issu de l'ancien français aubel, obel ou obeau, « peuplier blanc »,,.
Le gentilé est Oubellois.

## Politique et administration
| Période                                  | Période       | Identité         | Étiquette | Qualité                   |
| ---------------------------------------- | ------------- | ---------------- | --------- | ------------------------- |
| ?                                        | 2003 (?)      | Roland Roulland  |           |                           |
| 2003                                     | mars 2008     | Alain Groult     | SE        |                           |
| mars 2008                                | janvier 2016  | Auguste Hardelay | SE        | Cariste régleur           |
| janvier 2016                             | décembre 2016 | Sonia Malherbe   | SE        | Préparatrice en pharmacie |
| Les données manquantes sont à compléter. |               |                  |           |                           |

Le conseil municipal était composé de onze membres dont le maire et deux adjoints.

## Démographie
En 2021, la commune comptait 220 habitants. Depuis 2004, les enquêtes de recensement dans les communes de moins de 10 000 habitants ont lieu tous les cinq ans (en 2004, 2009, 2014, etc. pour Les Oubeaux) et les chiffres de population municipale légale des autres années sont des estimations.
Les Oubeaux a compté jusqu'à 571 habitants en 1831.
| 1793 | 1800 | 1806 | 1821 | 1831 | 1836 | 1841 | 1846 | 1851 |
| ---- | ---- | ---- | ---- | ---- | ---- | ---- | ---- | ---- |
| 452  | 460  | 537  | 539  | 571  | 538  | 505  | 555  | 550  |

| 1856 | 1861 | 1866 | 1872 | 1876 | 1881 | 1886 | 1891 | 1896 |
| ---- | ---- | ---- | ---- | ---- | ---- | ---- | ---- | ---- |
| 530  | 540  | 544  | 514  | 488  | 492  | 503  | 478  | 418  |

| 1901 | 1906 | 1911 | 1921 | 1926 | 1931 | 1936 | 1946 | 1954 |
| ---- | ---- | ---- | ---- | ---- | ---- | ---- | ---- | ---- |
| 398  | 365  | 346  | 305  | 321  | 325  | 346  | 330  | 364  |

| 1962 | 1968 | 1975 | 1982 | 1990 | 1999 | 2004 | 2009 | 2014 |
| ---- | ---- | ---- | ---- | ---- | ---- | ---- | ---- | ---- |
| 321  | 315  | 272  | 260  | 264  | 232  | 225  | 223  | 219  |

| 2018 | - | - | - | - | - | - | - | - |
| ---- | - | - | - | - | - | - | - | - |
| 209  | - | - | - | - | - | - | - | - |

## Économie
La commune se situe dans la zone géographique des appellations d'origine protégée (AOP) Beurre d'Isigny et Crème d'Isigny.

## Lieux et monuments
- Église Sainte-Marie-Magdeleine du XIIe siècle. L'édifice d'origine, d'orientation classique est-ouest, est devenu au XIXe le transept d'une nef orientée nord-sud, munie d'un clocher.
- Fromagerie au lieu-dit de la Chevallerie.